# Ernst Wilhelm Hengstenberg
Ernst Wilhelm Theodor Herrmann Hengstenberg (20 octobre 1802 - 28 mai 1869), est un théologien protestant allemand représentatif du néo-luthéranisme.

## Biographie
Issu de la famille Hengstenberg (de), en 1853-1854, il fit paraître dans la Evangelische Kirchenzeitung une série d'articles antimaçonniques qui aboutiront en 1854 en un livre attaquant la franc-maçonnerie.

## Thèses
Il attribue au travail des loges maçonniques le déclin et même la disparition de la foi chrétienne chez les adeptes de la réforme protestante.

## Publications
(juin 2021).
Le contenu est difficilement compréhensible vu les erreurs de traduction, qui sont peut-être dues à l'utilisation d'un logiciel de traduction automatique.
- Christologie des Alten Testaments (1829–1835; 2nd ed., 1854–1857; Eng. trans. by R Keith, 1835–1839, also in Clark's Foreign Theological Library, by T Meyer and J Martin, 1854–1858), a work of much learning the estimate of which varies according to the hermeneutical principle of the individual critic
  - English translation in (Google Books)
- Beiträge zur Einleitung in das Alte Testament (1831–1839); Eng. trans., Dissertations on the Genuineness of Daniel, and the Integrity of Zechariah (Edin., 1848), and Dissertation on the Genuineness of the Pentateuch (Edin., 1847), in which the traditional view on each question is strongly upheld, and much capital is made of the absence of harmony among the negative
  - English translation in (Google Books for Vol. 1) (Google Books for Vol. 2)
  - English translation in (Google Books)
- Die Bücher Moses und Aegypten (1841)
  - English translation in (Google Books)
- Die Geschichte Bileams u. seiner Weissagungen (1842; translated along with the Dissertations on Daniel and Zechariah)
- Commentar über die Psalmen (1842–1847; 2nd ed., 1849–1852; Eng. trans. by P Fairbain and J Thomson, Edin., 1844–1848), which shares the merit and defects of the Christologie
  - English translation in (Google Books for Vol. 1) (Google Books for Vol. 2) (Google Books for Vol. 3)
- Die Offenbarung Johannis erläutert (1849–1851; 2nd ed., 1861–1862; Eng. trans. by P. Fairbairn also in Clark's " Foreign Theological Library," 1851-1852)
  - English translation in (Google Books for Vol. 1) (Google Books for Vol. 2)
- Das Hohe Lied ausgelegt (1853)
- Der Prediger Salomo ausgelegt (1859)
  - English translation in (Google Books)
- Das Evangelium Johannis erläutert (1861–1863; 2nd ed., 1867-1871 Eng. trans., 1865)
- Die Weissagungen das Propheten Ezechiel erläutert (1867–1868).
  - English translation in (Google Books)

Of minor importance are:
- De rebus Tyrioruz commentatio academica (1832)
- Uber den Tag des Herrn (1852)
- Da Passe, ein Vortrag (1853)
- Die Opfer der heiligen Schrift (1859)

Several series of papers also, as, for example:
- "The Retentio of the Apocrypha,"
- "Freemasonry" (1854)
- "Duelling" (1856)
- "The Relation between the Jews and the Christian Church" (1857; 2nd ed., 1859), which originally appeared in the Kirchenzeitung, were afterwards printed in a separate form.

Posthumously published:
- Geschichte des Reiches Gottes unter dem Alten Bunde (1869–1871)
- Das Buch Hiob erläutert (1870–1875)
- Vorlesungen über die Leidensgeschichte

### Liens externes

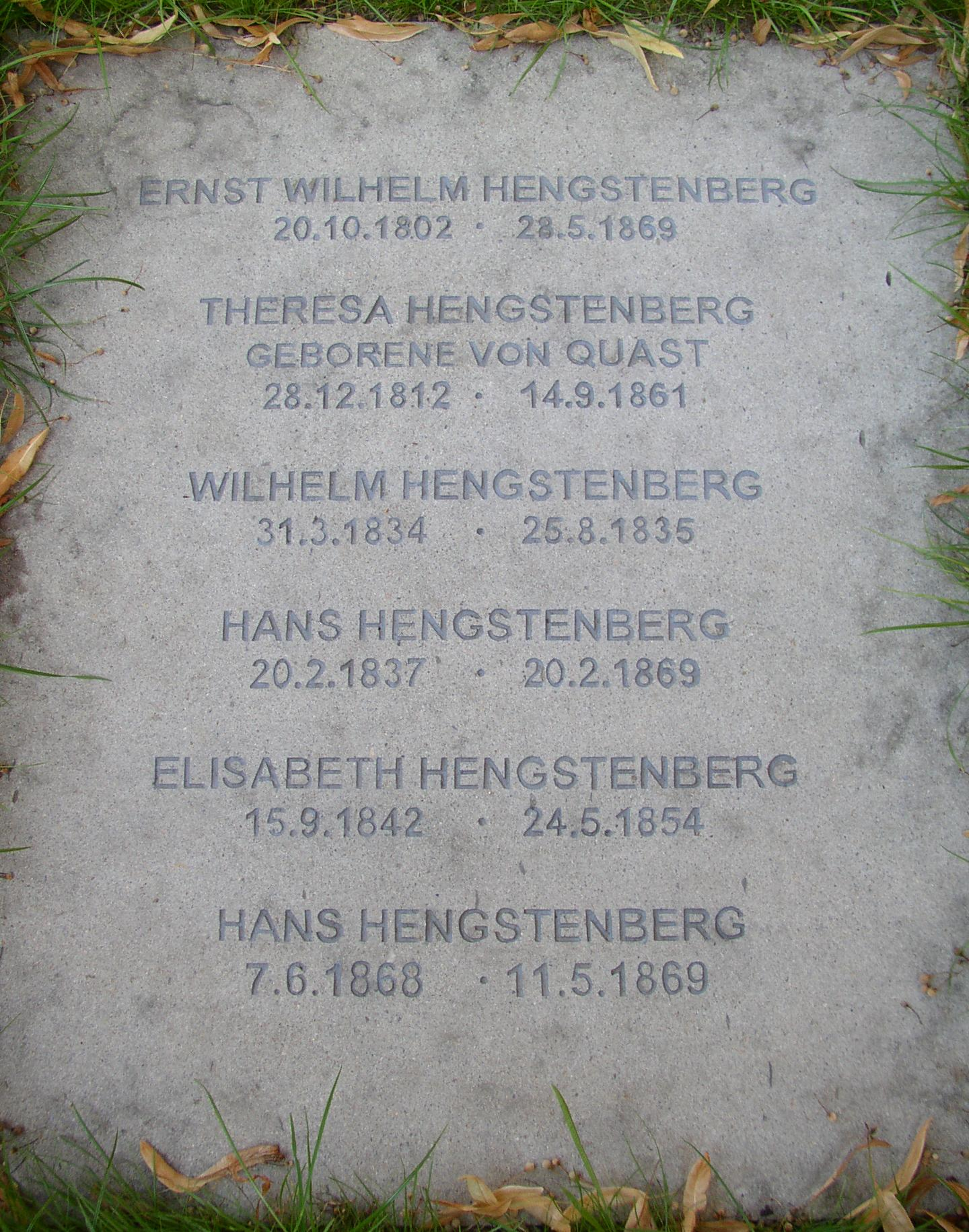
Plaque mortuaire de la famille Hengstenberg.